# Брајан Џонсон
Брајан Џонсон (енгл. Brian Johnson *5. октобар 1947) је енглески певач и текстописац. Од 1980. године је певач аустралијског рок бенда AC/DC, са којим је примљен у "Рокенрол кућу славних" 2003. године. Током марта 2016. морао је напустити бенд, због изражених проблема са слухом.
Џонсон је био један од оснивача рок бенда Geordie формиран у Њукаслу 1971. После неколико хит синглова, укључујући УК Топ 10 "All Because of You" (1973), бенд се распао 1978. Након смрти фронтмена AC/DC Бона Скота 19. фебруара 1980. године, Џонсон је био позван на аудицију за бенд, у Лондону. Гитариста бенда и суоснивач Ангус Јанг се сећа: "Сећам се Бон ми је пуштао Литл Ричарда, и онда ми причао ми о томе када је видео Брајана како пева [са ]." О тој ноћи Бон је говорио: "Ту је тај тип који вришти из све снаге, а затим се баца на под. Он је на поду, ваља се около и вришти, мислио сам да је то сјајно, а онда, поврх свега - ниси могао добити бољи бис - су дошли и довукли га назад". Те ноћи се Џонсону је дијагностиковано пуцање слепог црева касније те вечери, због скакања по бини. Бенд се сложио да Џонсонов стил певања, одговара стилу AC/DC музици. Џонсонов први албум са AC/DC, Back in Black, је постао други најпродаванији албум у свету. Једини продаванији од њега је Мајкл Џексонов Thriller.

## Младост
Џонсон је рођен у Данстону, Тајн и Вир, Североисточна Енглеска. Он је делимичног италијанског порекла, а најстарији је од четворо деце. Његов отац, Ален је био старији водник у Дарамској лакој артиљерији Британске војске и рудар; умро је у току AC/DC Ballbreaker World Tour. Џонсонова мајка, Естер (рођена Де Лука), била је Италијанка из Фрасцати. Кад је био млад, Џонсон је наступао у разним емисијама са извиђачима, и појавио се у представи која је емитована на телевизији, и придружио се локалном црквеном хору.